# جوديث ريتش هاريس
جوديث ريتش هاريس (بالإنجليزية: Judith Rich Harris)‏ عالمة نفس أمريكية، وُلدت في الولايات المتحدة في 10 فبراير عام 1938. هي مؤلفة كتاب نظرية التربية عام 1998، والذي أعيد نشره باللغة الإسبانية تحت اسم أسطورة hgjvfdm. وهو الكتاب الذي يناقش الاعتقاد بأن الآباء هم العامل الأكثر أهمية في تنمية الطفل، وبالمثل هو كتاب يستعرض ويبرهن بشكل مستفيض الأدلة التي تناقض هذا الاعتقاد.

## دراسة ريتش هاريس

### كتاب نظرية التربية
تقول جوديث ريتش هاريس في كتابها نظرية التربية: لماذا يصبح الأولاد ما هم عليه؟ أن التحيز الذي يخدم المصالح الشخصية يمنح الناس نظرة مبالغًا فيها عن تميزهم، وتردف قائلًا بالاعتقاد الخاطئ دومًا بتفرد الطفل الأول. وبدورهم ينقل الأهالي، في مختلف الظروف، تلك الأوهام الإيجابية إلى أولادهم كونهم مقتنعين، في وعيهم أو لا وعيهم، بأن أولادهم يتمتعون بصفات مميزة تنعكس بدورها على مهاراتهم التربوية.
توضح أيضًا أنه يُمكن للأهل أن يؤثروا بشدة على حياة أولادهم عبر إدخالهم إلى مدارس تضمن نجاحهم أو إنشاء بيئة منزلية تدعم النشاطات الإبداعية، لكن لا تكون محاولات الأهل تلقين السلوكيات لأولادهم فاعلة بالقدر نفسه، ولن يكون تأثير الآباء والأمهات على سلوك الطفل أكبر من تأثير نظرائه.

#### هل يتأثر الأطفال برفاقهم أكثر من آبائهم
هناك بعض الدراسات التي أكدت أن الأطفال يتأثرون برفاقهم بدرجة كبيرة ويتعلمون منهم أشياء أكثر من تلك التي يكتسبونها من آبائهم. وبدورها علقت ريتش هاريس على الأمر قائلة إن الطفل الذي ينشأ في عائلة تحافظ على النظام وتراعي قواعد السلوك الحسن قد يميلون إلى التمرد على كل شيء، وقد يصعب ضبطهم تمامًا كنظرائهم الذين يعيشون في منازل تسودها الفوضى. وأردفت موضحة إن عوامل التأثير الخارجية مثل الثقافات الشعبية ووجود مجموعات إجرامية في الشوارع يمكن أن يكون تأثيرها على الأطفال أكثر من ذلك الذي لعائلاتهم.